# 三方ヶ原の戦い
三方ヶ原の戦い（みかたがはらのたたかい）は、元亀3年12月22日（1573年1月25日）に、遠江国敷知郡の三方ヶ原（現在の静岡県浜松市中央区三方原町近辺）で起こった武田信玄と徳川家康・織田信長の間で行われた戦い。
信長包囲網に参加すべく上洛の途上にあった信玄率いる武田軍を徳川・織田の連合軍が迎え撃ったが敗退した。

## 合戦前夜

### 背景
戦国期に甲斐国の武田氏は信濃侵攻を行い領国を拡大し、越後の上杉氏と対決していたが、永禄4年の川中島の戦いを契機に方針を転換し、それまで同盟国であった駿河国の今川領国への侵攻を開始する（駿河侵攻）。なお、桶狭間の戦いにおいて今川氏当主の義元が尾張国の織田信長に討ち取られると、今川氏に臣従していた三河国の松平元康（徳川家康）は三河において織田氏と同盟関係を結び独立していた。
駿河侵攻により武田氏は駿河において三河の徳川氏や今川氏の同盟国であった相模国の北条氏に挟撃される形となる。やがて武田氏は北条氏を退けて今川領国を確保し、徳川領国である三河・遠江方面への侵攻を開始する。武田氏の侵攻に対して徳川氏は同盟関係にある織田氏の後援を受け、東海地域においては武田氏と織田・徳川勢の対決が推移する。
元亀2年（1571年）、室町幕府15代将軍・足利義昭は織田信長討伐令を出し（第二次信長包囲網）、それに応える形で信玄は翌元亀3年に徳川領国である遠江国・三河国に侵攻を行う。しかし、武田氏と織田氏は同盟関係は維持していたため、当初織田氏は徳川氏に援軍を送らなかった。なお、元亀2年の義昭による信長討伐の動きのそのものを否定する見解もある（後述）。同年末には北条氏康の死をきっかけに北条氏は武田氏と和睦して甲相同盟が復活し、後顧の憂いを絶った信玄は、翌元亀3年に西上作戦を開始する。

### 西上作戦
元亀3年（1572年）10月3日、武田軍は兵を2つの隊に分けて、遠江国・三河国への同時侵攻を開始した。
- 山県昌景は、『当代記』によれば秋山虎繁とともに別働隊を率いて信濃から三河へ侵攻したという[1]。軍勢は5,000人とされる。9月29日、信濃国・諏訪より東三河に侵攻、徳川氏の支城・武節城の攻略を初めとして南進。東三河の重要な支城である長篠城を攻略した後、遠江国に侵攻。
- 武田信玄率いる22,000人の本隊（うち北条氏の援軍2,000人）は10月3日、甲府より出陣し、山県隊と同じく諏訪へ迂回した後、青崩峠から遠江国に侵攻。途中、犬居城で馬場信春隊5,000人を別働隊として西の只来城に向かわせて別れ、南進して要所・二俣城へ向かう。

総計2万7千人の軍勢は、当時の武田氏の最大動員兵力であった。本来小さな支城1つ落とすのにも1ヶ月近くかかるところを、平均3日で陥落させていった。一方の徳川氏の動員兵力は最大でも15,000人ほどに過ぎず、しかも三河国に山県隊が侵攻していたため、遠江国防衛のためには実際には8,000人余しか動員できなかった。さらに盟友の織田氏は、いわゆる信長包囲網に参加した近畿の各勢力との戦いの最中であった。

### 一言坂・二俣城の戦い
10月13日に只来城を落とした馬場信春隊はその後、徳川氏の本城・浜松城と支城・掛川城・高天神城を結ぶ要所・二俣城を包囲し、信玄率いる武田軍本隊も二俣城に向かっていた。10月14日、二俣城を取られることを避けたい家康がひとまず武田軍の動向を探るために威力偵察に出たが、一言坂で武田軍本隊と遭遇し敗走する（一言坂の戦い）。
10月16日には武田軍本隊も包囲に加わり、降伏勧告を行う。二俣城は1,200人の兵力しか無かったがこれを拒否したため、10月18日から武田軍の攻撃が開始される。11月初旬に山県昌景隊も包囲に加わり、そして城の水の手を絶たれたことが致命的となって、12月19日、助命を条件に開城・降伏した（二俣城の戦い）。これにより、遠江国の北部が武田領となっていた。

## 三方ヶ原の戦い

### 織田家の武将
織田信長による援軍は、二俣城落城の少し前に派遣された。この織田家から派遣された武将には諸説が有り、
- 信長公記 - 佐久間右衛門･平手甚左衛門･水野下野守大将トシテ、
- 松平記 - 平手（汎秀）･水野（信元）･林（秀貞）･佐久間（信盛）、
- 佐久間軍記 - 佐久間右衛門尉ヲ為大将、七頭ヲサシコサル
- 明智軍記 - 佐久間右衛門尉･林佐渡守･滝川左近将監、五千余騎ヲ卒シ、
- 総見記 - 佐久間右衛門尉･平手甚左衛門ヲ両将トシ、林佐渡守･水野下野守･毛利河内守･美濃三人衆（稲葉良通、安藤守就、氏家直元）、都合三千ノ人数ヲ遣ハサレ、

となっている。
谷口克広は「佐久間は織田軍の最有力武将、平手は織田家代々の家老の家柄、水野は尾張から三河にかけて大きな勢力を持つ水野一族の惣領である。それを合計してわずか3千の兵というのは信じがたい。おそらく信長は、彼らの兵をほとんど尾張・美濃方面に残しておいたのだろう。」と援軍の武将と兵数を評している。

### 織田家の援軍数
織田家の援軍の数も諸説が有り、
- 佐久間軍記 - 七頭（約1.5万人：1頭は2,100人とされる）
- 明智軍記 - 5,000人
- 総見記（織田軍記） - 3,000人
- 甲陽軍鑑 - 「信長加勢を九頭まで仕る」（約1.9万人）
- 前橋酒井家旧蔵聞書 - 信玄軍2.8万、徳川6千、織田の援軍2万。（国立公文書館蔵　紅葉山文庫）

となっている。磯田道史は、文献調査の結果として織田の援軍を2万とし、織田の援軍は岡崎城（岡崎市）から吉田城（豊橋市）を経て白須賀（湖西市）へ分散配置されていたとする説を述べている。

### 三方ヶ原における合戦の経緯

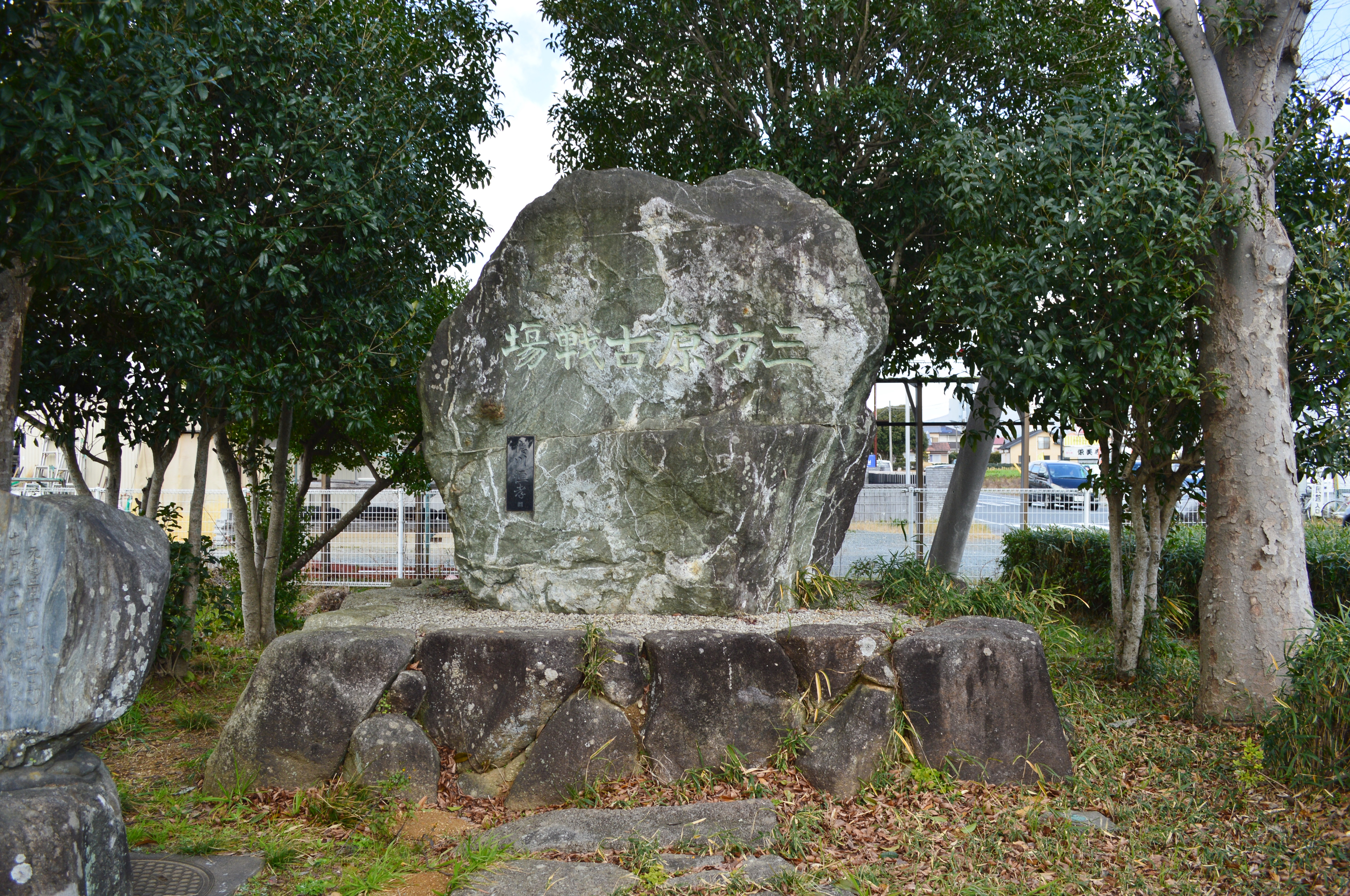
三方原古戦場（静岡県浜松市中央区根洗町）

当初、徳川家康と佐久間信盛は、武田軍の次の狙いは本城・浜松城であると考え、籠城戦に備えていた。一方の武田軍は、二俣城攻略から3日後の12月22日に二俣城を出発すると、遠州平野内を西進する。これは浜名湖に突き出た庄内半島の北部に位置する堀江城（現在の浜松市中央区舘山寺町）を標的とするような進軍であり（堀江城攻略の意図については後述）、武田軍は浜松城を素通りしてその先にある三方ヶ原台地を目指しているかにみえた。
これを知った家康は、一部家臣の反対を押し切って、籠城策を三方ヶ原から祝田の坂を下る武田軍を背後から襲う積極攻撃策に変更し、織田からの援軍を加えた連合軍を率いて浜松城から追撃に出た。なお、近世の軍記物では、軍議は浜松城で開かれたことになっているが、本人は参戦していないものの兄が参戦している大久保忠教の『三河物語』では家康が浜松城から出陣した後（つまり武田軍により近い場所）に開かれたと記されている。そして同日夕刻に三方ヶ原台地に到着するが、武田軍は魚鱗の陣を敷き万全の構えで待ち構えていた。眼前にいるはずのない敵の大軍を見た家康は鶴翼の陣をとり両軍の戦闘が開始された。しかし、不利な形で戦端を開くことを余儀なくされた連合軍は武田軍に撃破され、日没までのわずか2時間ほどの会戦で連合軍は多数の武将が戦死して壊走する。
武田軍の死傷者200人に対し、徳川軍は死傷者2,000人を出した。特に、鳥居四郎左衛門、成瀬藤蔵、本多忠真、田中義綱といった有力な家臣をはじめ、先の二俣城の戦いでの恥辱を晴らそうとした中根正照、青木貞治や、家康の身代わりとなった夏目吉信、鈴木久三郎といった家臣、また織田軍の平手汎秀といった武将を失った。このように野戦に持ち込んだことを含めて、全て武田軍の狙い通りに進んだと言えるが、戦闘開始時刻が遅かったことや内藤信成、本多忠勝などの武将の防戦により、家康本人を討ち取ることはできなかった。

### 家康の敗走と犀ヶ崖の戦い

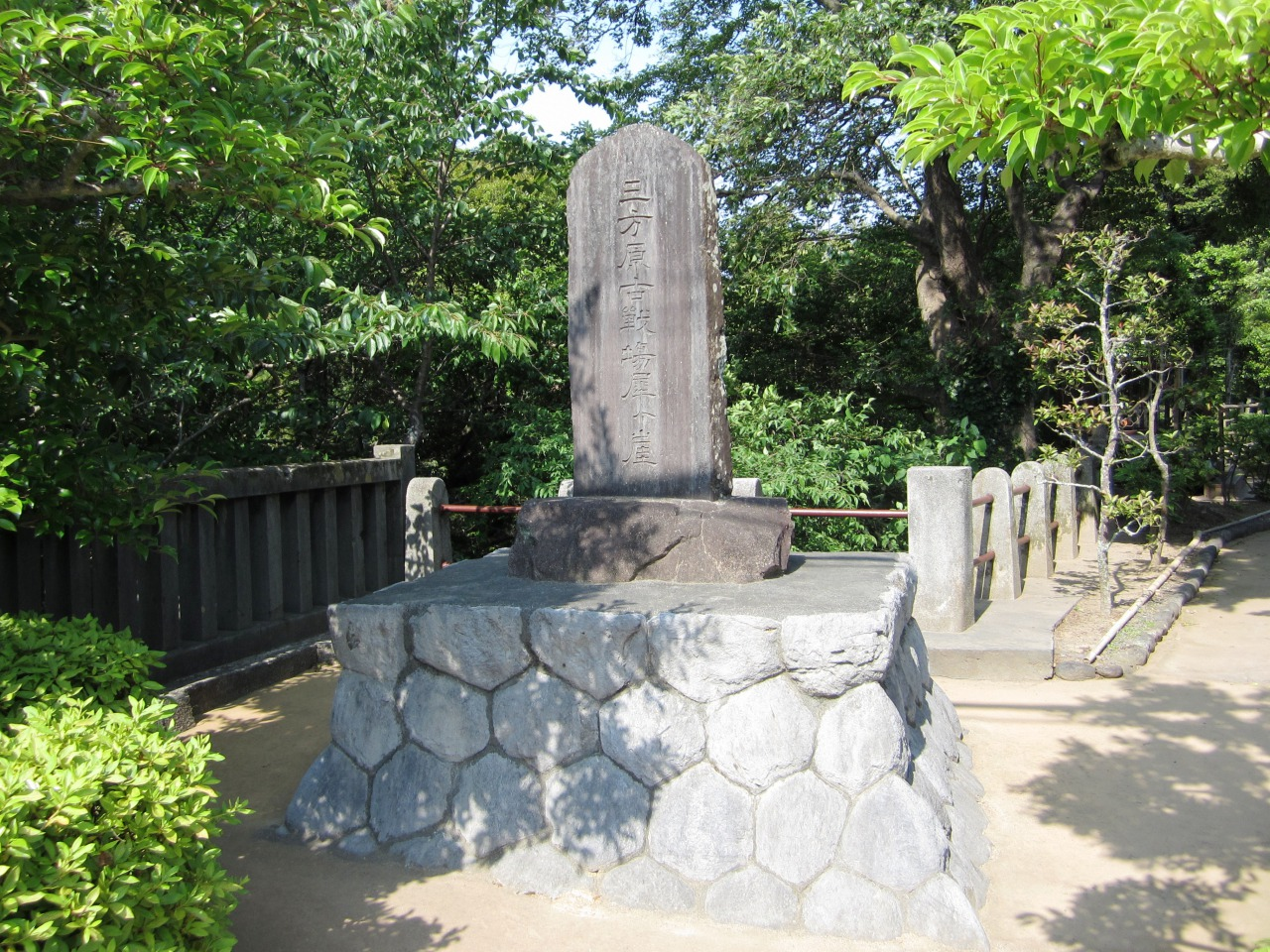
三方原古戦場犀ヶ崖碑（静岡県浜松市中央区鹿谷町）

武田軍によって徳川軍の各隊が次々に壊滅していく中、家康自身も追い詰められ、夏目吉信や鈴木久三郎を身代わりにして、成瀬吉右衛門、日下部兵右衛門、小栗忠蔵、島田治兵衛といった僅かな供回りのみで浜松城へ逃げ帰った。この敗走は後の伊賀越えと並んで人生最大の危機とも言われる。浜松城へ到着した家康は、全ての城門を開いて篝火を焚き、いわゆる空城計を行ったと伝えられている。家康自身は湯漬けを食べてそのままいびきを掻いて眠り込んだとも伝わる。この、心の余裕を取り戻した家康の姿を見て、将兵は皆安堵したとされている。浜松城まで追撃してきた山県昌景隊は、空城計によって警戒心を煽られ城内に突入することを躊躇し、そのまま引き上げた。
同夜、一矢報いようと考えた家康は大久保忠世、天野康景らに命令し、浜松城の北方約1キロにある犀ヶ崖付近に野営中の武田軍を夜襲させた（犀ヶ崖の戦い）。この時、混乱した武田軍の一部の兵が犀ヶ崖の絶壁から転落したり、崖に誘き寄せるために徳川軍が崖に布を張って橋に見せかけ、これを誤認した武田勢が殺到して崖下に転落したなどの策を講じ、その結果、多数の死傷者を出したという。
ただし、上記の「犀ヶ崖の戦い」は後世に徳川氏の江戸幕府によって編纂された史料が初出であり、同時代の史料にはない。「幅100mの崖に短時間で布を渡した」、「十数丁の鉄砲と100人の兵で歴戦の武田勢3万を狼狽させた」、「武田勢は谷風になびく布を橋と誤認した」という、荒唐無稽な逸話である。また、戦死者数も書籍がどちらの側に立っているかによって差があり、『織田軍記』では徳川勢535人、甲州勢409人と互角に近い数字になっている。

## 合戦後
通説では、三方ヶ原の戦いに至る武田信玄の西上作戦は将軍足利義昭の織田信長討伐の要請に伴うものと考えられてきたが、近年になって従来の通説とは反対に、三方ヶ原の戦いでの武田信玄の勝利を見た足利義昭が織田信長を見限って信玄と結んで政権維持を図る方針に転換した、とする説が登場している。つまり、義昭の挙兵が信玄の西上の原因になったのではなく、信玄の西上が義昭の挙兵の原因になったとする解釈である。この説によれば、足利義昭が織田信長討伐を諸国に呼びかけるのは翌元亀4年/天正元年（1573年）に入ってからのことになる。
『甲陽軍鑑』によれば、三方原合戦後に武田氏は正式に信長と断交したという。ほぼ兵力を温存した状態の武田軍は遠江国で越年した後、元亀4年（1573年）正月に東三河へ侵攻する。2月16日には徳川軍にとって東三河防衛の要所である野田城を攻略する（野田城の戦い）。
間もなく信玄の病状悪化に伴い、武田軍は西上作戦を切り上げて甲斐国への撤退を決断し、帰路の元亀4年/天正元年4月12日に信玄は信濃伊那郡駒場において病死する。また、『松平記』にて、この野田城の戦いで武田信玄が、討ち死にしたとの異説が記述されている。
武田氏では信玄の死を秘匿し、四男の武田勝頼が家督を継ぐ。その際の間隙を突いて武田軍の撤退から半年も経たない8月には家康は長篠城を取り戻すことに成功した上に、奥平貞能・貞昌親子の調略も成功させている。これらは後の長篠の戦いで大きな意味を持つことになる。勝頼は翌天正2年（1574年）には東美濃遠山氏の本拠地岩村城を包囲（岩村城の戦い）。2月7日には明知城を攻略し（明知城の戦い）、その他遠山十八支城と呼ばれる串原城や阿木城などを悉く攻め落とし、また大圓寺を初めとして満昌寺などの遠山領内の寺院を悉く焼討ちして、最後に飯羽間城を落とした（飯羽間城の戦い）。
信長は反信長勢力を打破し、三河・遠江では家康が反攻を強めた。一方で天正年間に勝頼は小笠原長忠が篭る高天神城を落とすなど遠江の再掌握を開始することに成功する。しかし天正3年（1575年）5月21日に三河における長篠の戦いでは武田方は織田・徳川連合軍に敗れる。
勝頼は信長との和睦を試みるが（甲江和与）、天正9年（1581年）には徳川家康の遠江国高天神城の包囲に対して勝頼は救援を出せないまま高天神城は落城し、翌年天正10年（1582年）3月には織田・徳川連合軍の武田領侵攻（甲州征伐）により、武田家は滅亡した。

## 三方ヶ原の戦いをめぐる論点

### 家康が出陣した理由
通説では、信玄の挑発（相手にされず素通りされたこと）に乗ったとされているが、様々な説がある。
あえてここで出撃することによって家臣や国人衆たちの信頼を得る（ここで武田軍が去るのをただ待つだけでは調略に乗る者や離反者が出る可能性があった）、織田氏・武田氏のどちらが勝つにせよ戦役終了後に徳川氏に有利になるよう戦略的アピールを狙ったなどがあるが、祝田の坂を利用し一撃離脱を図っていたという説や、挑発に乗った振りをして浜松城近辺に武田軍を足止めするための時間稼ぎを狙っていたといった戦術的面から見た説もある。
また、『当代記』『四戦紀聞』などの史料によれば、家康は戦うつもりが無かったが、物見に出ていた部下が小競り合いを始めてしまい、彼らを城に戻そうとしている内に戦闘に巻き込まれてしまった、という旨の記述がある。
近年の新説として、信玄が最初から浜松城を直接攻撃せずに堀江城を攻め落として浜松城を兵糧攻めにしようとしており、その意図に家康が気付いたためとする説もある。浜松城への兵站の輸送は浜名湖の水運に依存している要素が大きく、特に堀江城と対岸の宇津山城がその要となっていた（既に遠州灘には武田氏の海賊衆が進出していており、三河湾を窺っていた）。この事実に着目した武田軍は堀江城を落として三河（さらにその向こうの織田領国）と浜松城を結ぶ輸送路を絶って家康を兵糧攻めにすることで、浜松城を攻め落とす作戦を立てていたとする。家康とすれば、堀江城が落とされる事態となれば、浜松城の維持が困難になるため、どうしても打って出ざるを得なくなったとしている。実際に戦いの翌日から武田軍は堀江城の攻撃を開始しているが、天候の悪化等もあってわずか4日間で撤退を余儀なくされている。しかし、信玄は代わりの策として城主である酒井忠次と本多広孝が浜松城に詰めているために兵力が手薄になっている東三河の吉田城と田原城を水陸両面から攻め落として輸送路を絶つ作戦に変更し、信濃方面と吉田城を結ぶ要である菅沼定盈の野田城の攻略を開始したのだという。

### 両軍の陣形
この戦において徳川軍は鶴翼の陣を取り、武田方は魚鱗の陣で待ち構えていたとされる。鶴翼の陣は通常は数が優勢な側が相手を包囲するのに用いる陣形であり、逆に魚鱗の陣は劣勢の側が敵中突破を狙うのに用いる陣形であり、数に劣る徳川軍、数に勝る武田軍であったとすると、どちらも定石と異なる布陣を敷いていたことがわかる。
徳川方が鶴翼の陣を取った理由の説
1. そもそも武田軍本隊は去っており、待ち構えているのは少数であると予想していたため。
2. 最初から勝ち目が無いことはわかっていたため、兵力を大きく見せることで相手の動揺を誘おうとした。

武田軍が魚鱗の陣を取った理由の説
1. 鶴翼の陣を見て大将首（家康）を討ち取ることに狙いを絞った（鶴翼は両翼に比重を置くため中央は必然的に薄くなる）。
2. 織田軍の中でも特に増員兵力の多い佐久間信盛が援軍にいる情報を得ていたことなどから、織田軍の支援を考慮して相手方を多く見積もっていた。

他にも説はあるが、何れにしてもはっきりしたことはわかっていない。

### 合戦跡
実は三方ヶ原の戦いにおける主戦場はわかっていない。現在の三方原墓園（浜松市中央区根洗町）に古戦場の碑こそあるが、特定されているわけではない。
平山優によれば、現在のところ主に4つの有力説があるという。すなわち、「小豆餅」説、「根洗」（祝田坂上）説、「大柴原」説、「大谷」説である。ただし、主戦場について直接記した史料が少ないことや関連史跡の中には開発によって移転や消滅をしているものがあることにより検証が困難であり、結論は出されていない。
一方で犀ヶ崖の戦いにおける古戦場としては、犀ヶ崖資料館（浜松市中央区鹿谷町）があり、また戦の故事から浜松市に布橋という地名がある。

### 小山田信茂の投石隊
三方ヶ原の戦いでは武田家臣の小山田信茂が投石隊を率いたとする逸話が知られる。三方原における投石隊に関して、『信長公記』諸本では武田氏では「水役之者」と呼ばれた200 - 300人の投石部隊が礫（つぶて）を打ったと記している。一方、『三河物語』でも武田氏では「郷人原（ごうにんばら）」と呼ばれた投石隊が率いられていたとしている。
これらの史料では投石隊を率いたのが小山田信茂であるとは記述されていないが、江戸時代には正徳4年（1714年）の遠山信春『總見記（そうけんき）』においては信玄は信茂に先陣を命じ、それとは別に「水役之者」を先頭に立たせ礫を投げさせたと記し、これは「水役之者」を率いたのが小山田信茂であると誤読される可能性が指摘されている。
1910年（明治43年）には陸軍参謀本部編『日本戦史　三方原役』においては信茂が投石隊を率いたと記され、1938年（昭和13年）の『大日本戦史』では陸軍中将・井上一次が同様に投石隊を率いたのが小山田信茂であると記している。その後、信茂が投石隊を率いた点が明確に否定されることがなかったため、俗説が成立したと考えられている。

## 参戦武将
徳川軍武将
- 徳川家康、酒井忠次、内藤信成、小栗久次、本多重次、本多忠真、本多忠勝、安藤基能、青木貞治、植村泰忠、石川数正、松平康安、大河内善兵衛、大久保忠世、鈴木久三郎、榊原康政、杉浦久勝、岡田元次、尾崎半平、加藤正次、加藤源四郎、高力正長、服部正成、五味元保、高木広正、田中義綱、鳥居元忠、外山正成、鳥居四郎左衛門、鳥居忠広、中根正照、夏目正吉、成瀬正義、平岩元重、平岩基親、細井勝久、山田正勝、渡辺守綱

織田軍武将
- 佐久間信盛、平手汎秀、林秀貞、水野信元、毛利長秀、滝川一益

武田軍武将
- 武田信玄、武田勝頼、真田信綱、真田昌輝、武藤喜兵衛、馬場信房、山県昌景、内藤昌豊、武田信廉、土屋昌次、仁科盛信、原昌胤、河窪信実、高坂昌信、小山田信茂、小山田昌行、横田康景、土屋昌恒、跡部勝資、長坂光堅、織田信清　(戦国武将)？、一条信龍、穴山信君、三枝昌貞、小幡信貞、甘利信忠？(この戦いで参戦したとされるが評細不明)、米倉重継

## 逸話

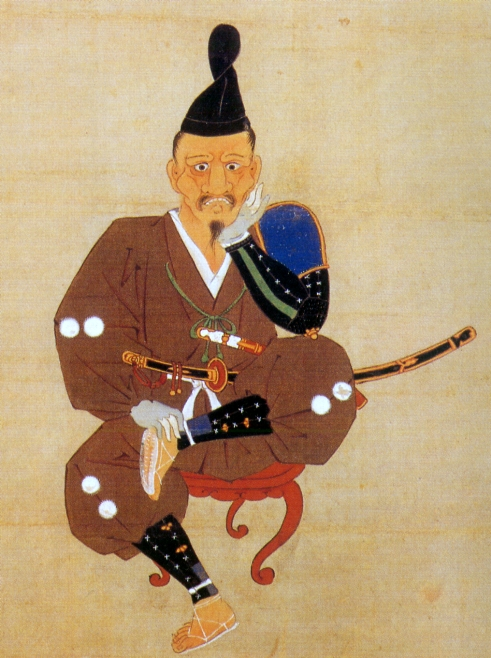
『徳川家康三方ヶ原戦役画像』（徳川美術館所蔵）。

- 浜松市内の地名の「小豆餅」（中央区の町名）および「銭取」（同区和合町の地名）は、敗走中の家康が途中で立ち寄った茶屋の老婆より小豆餅を買い求めて食べていたが、そのとき武田軍が迫ってきたので代金を払わず逃げ、後から老婆が追いかけて家康から餅代を徴収したという話がその由来として知られているが出典は明確でなく、それほど古くない時代に筋立てが成立した伝承であると考えられる[17]。
- 敗走中の家康は途中で腹が減り、付近の農家に食べ物を求めた。家の者は粥を提供したため、後に家康はこの農民に「小粥（おがい）」という名字を授けて庄屋にした。また、家康が武田軍の追跡を逃れるため浜松八幡宮の洞窟に一時身を隠したが、家康の乗馬の白い尾が洞窟の外に出ていた。それに気づいた付近の農民が家康に教えたため、家康は尾を隠して上手く逃げおおせた。後に家康はこの農民に「白尾（しらお）」という名字を授けた。
- 犀ヶ崖の戦いの後、犀ヶ崖の底から転落死した武田兵の霊のうめき声が聞こえて来るようになり人々が恐ろしがった。そこで家康は僧侶の宗円を招き武田兵の霊を弔うための供養を行い、それ以後うめき声は聞こえなくなった。この供養が遠州大念仏の起源であるという[18]。また、犀ヶ崖の戦いがあったとされる場所は、その伝承によって「布橋」と言う地名になった。浜松には「布橋の雪」という銘菓がある。
- 敗走中の家康が恐怖のあまり便失禁し、浜松城に入城した後に家臣からその旨を咎められて「これは味噌だ!」と家臣達に言い張ったという逸話が知られているが、この話は出典となる史料が判明していない。類似した話が記述されている『三河後風土記』では一言坂の戦い後の話とされている[19]。
- 門松の習慣は平安時代からあったが、現在一般的となっている竹をななめに切って並べる「そぎ」にしたのは家康で、竹を武田家になぞらえて「（三方ヶ原では大敗したが）次は斬る」との意味合いを込めたとされる。
- 撤退戦に際して、家康は騎射で武田勢数名を撃ち倒したと『信長公記』にある。
- 敗北した家康が浜松城に帰還した際、夜陰に乗じての帰還で供回りも少なかったことから殿の帰城とは信じて貰えず、しばらく自城に入れなかった。

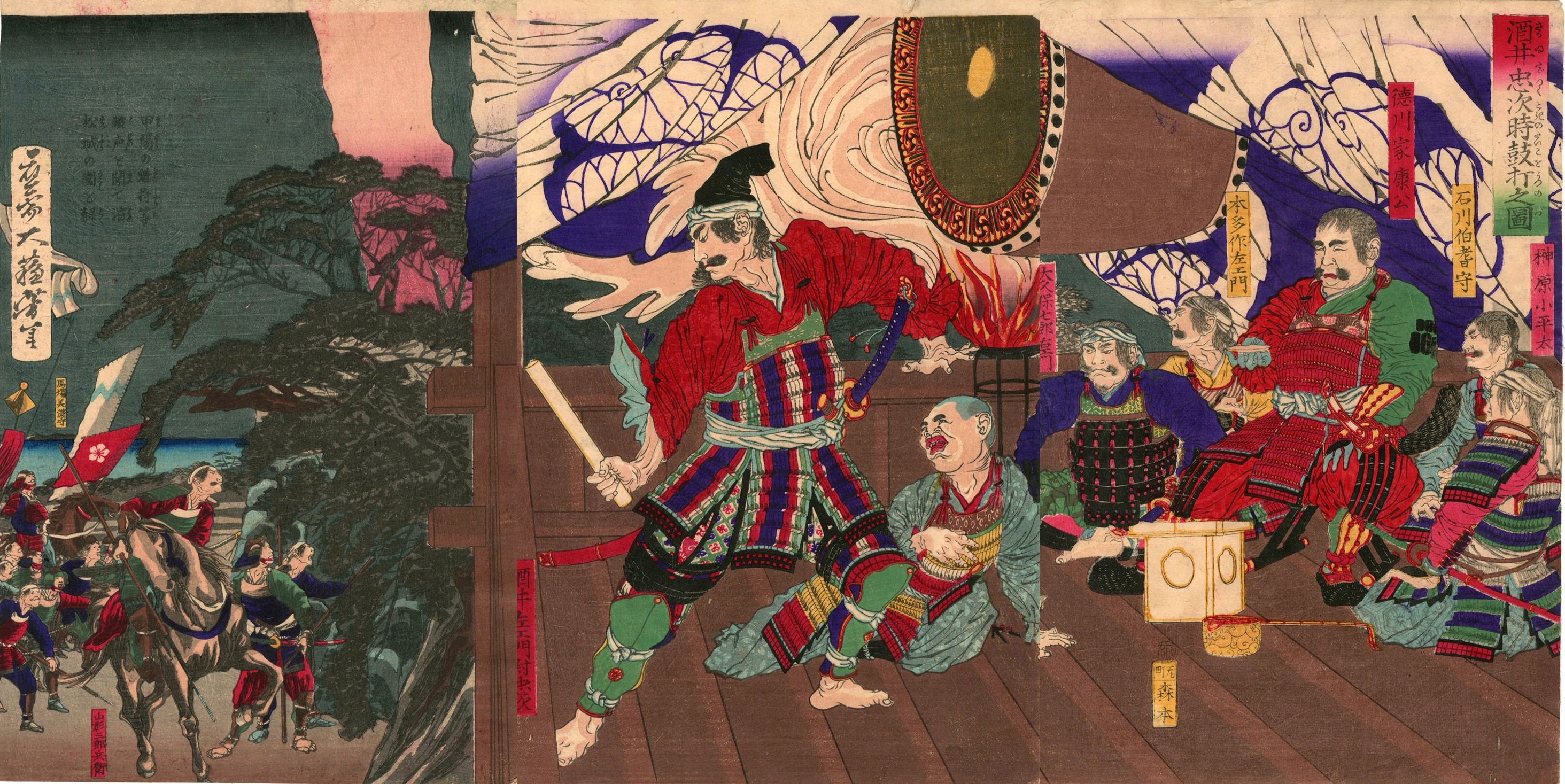
月岡芳年『酒井忠次時鼓打之図』

- 家康が浜松城に逃げ帰った後、酒井忠次が城の櫓上にて太鼓を打ち鳴らして味方を鼓舞し、武田方には伏兵のあることを疑わせて引き返させたとする「酒井の太鼓」の話は、河竹黙阿弥の『太鼓音知勇三略』（後に新歌舞伎十八番の一編となる）が1873年（明治6年）3月に村山座で初演されたのが人気を博したことで知られるようになったものである。『三河後風土記』が典拠とされることがあるが、同書にそのような記述はなく、城門を開け放しにした話を脚色したと考えられる[20]。
- 前哨戦では磐田・見付町の町衆が徳川軍に味方して武田軍に対抗し、そのおかげで家康からいくつかの特権を与えられたという（『見付町田畑定納由緒書上控』）[21]。史料によると内容は3つである。
  - 「町衆が狼煙をあげ、武田軍の動きを浜松城の家康に知らせた」
  - 「夜討ちをかけた武田勢が引き上げるところを、省光寺の裏山にひそんでいた町衆が待ち伏せして襲い、何人かを討ち取った」
  - 「浅羽の内芝原に信玄が陣取った際、本多忠勝と内藤昌成が見付東坂の上まで物見に出たのだが、信玄隊が急に襲いかかってきたので、町衆は自ら町に火を掛け、本多隊の撤退を助けた」

## 三方ヶ原の戦いをテーマにした作品
- 楽曲
  - 『明日への代償』さくらゆき（詞：小栗さくら、曲：伊勢賢治）

- ボードゲーム
  - 武田盛衰記（ツクダホビー）
  - SAMURAI（GMT Games,1996,Richard H. Berg）
  - 信玄上洛（ゲームジャーナル版のミニシナリオ）
  - 三方原合戦（ウォーゲーム日本史）

- 講談
  - 「三方ヶ原軍記」

講談師が最初に覚える話として知られ、一席の内のほとんどを修羅場読みが占める。
- 舞台

2023 Office KAN 戦国ミュージカル「覇王の光〜三方ヶ原〜」